# سندر لوین
سندر لوین (به انگلیسی: Sander Levin) نمایندهٔ حوزه انتخابیه نهم میشیگان از حزب دموکرات ایالات متحده آمریکا در مجلس نمایندگان ایالات متحده آمریکا است که برای نخستین‌بار در ۴ ژانویه ۱۹۸۳ میلادی به‌عضویت این مجلس درآمد. او برادر بزرگتر کارل لوین، سناتور سابق میشیگان است.